# Sigismundo d'Este (1480-1524)
Sigismundo d'Este (em italiano:  Sigismondo d'Este; setembro de 1480 – 9 de agosto de 1524) era um nobre italiano, o último filho de Hércules I d'Este, Duque de Ferrara e de sua mulher, Leonor de Nápoles.

## Biografia
Sigismundo foi criado na corte de Ferrara e, quando o pai faleceu, foi o seu irmão mais velho, Afonso I d'Este.
Chefiou o cortejo de Ferrara que foi a Roma buscar Lucrezia Borgia, a futura mulher de seu irmão Afonso I.
Ao contrário dos seus irmãos Fernando (Ferrante) e Júlio (Giulio), Sigismundo nunca tentou opôr-se nem a Afonso I, nem ao cardeal Hipólito, irmãos com quem mantinha boas relações e à sombra de quem viveu.
As crónicas da época retratavam-no frequentemente a acompanhar o duque nas suas viagens dentro e fora dos seus estados.
Quando a revolta organizada por Fernando e Júlio d'Este foi descoberta, o processo contra os cospiradores teve lugar no palácio de Sigismundo.
Tal como Afonso e Fernado, Sigismundo contraíu sifilis entre 1496 e 1497. Enquanto os irmãos recuperaram, ele nunca mais conseguiui ter uma vida normal.
Morreu a 9 de agosto de 1524, sendo sepultado na igreja de Santa Maria degli Angeli, que hoje já não existe (atualmente a sua sepultura encontra-se numa capela do Mosteiro de Corpus Domini).

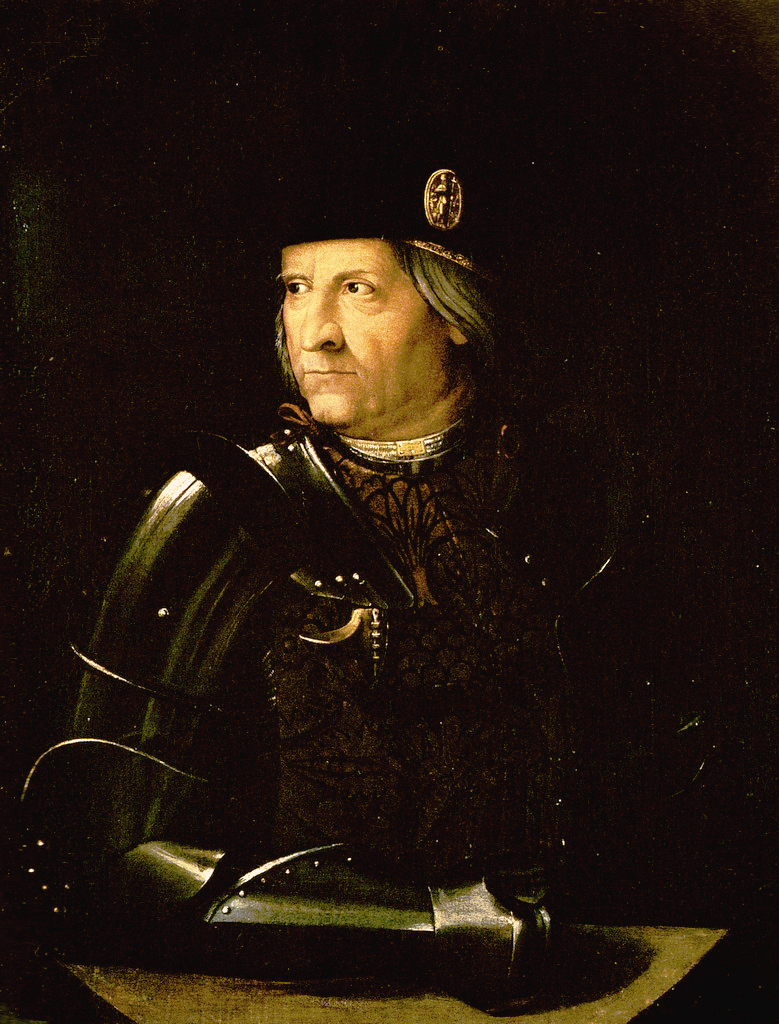
Hércules I, pai de Sigismundo
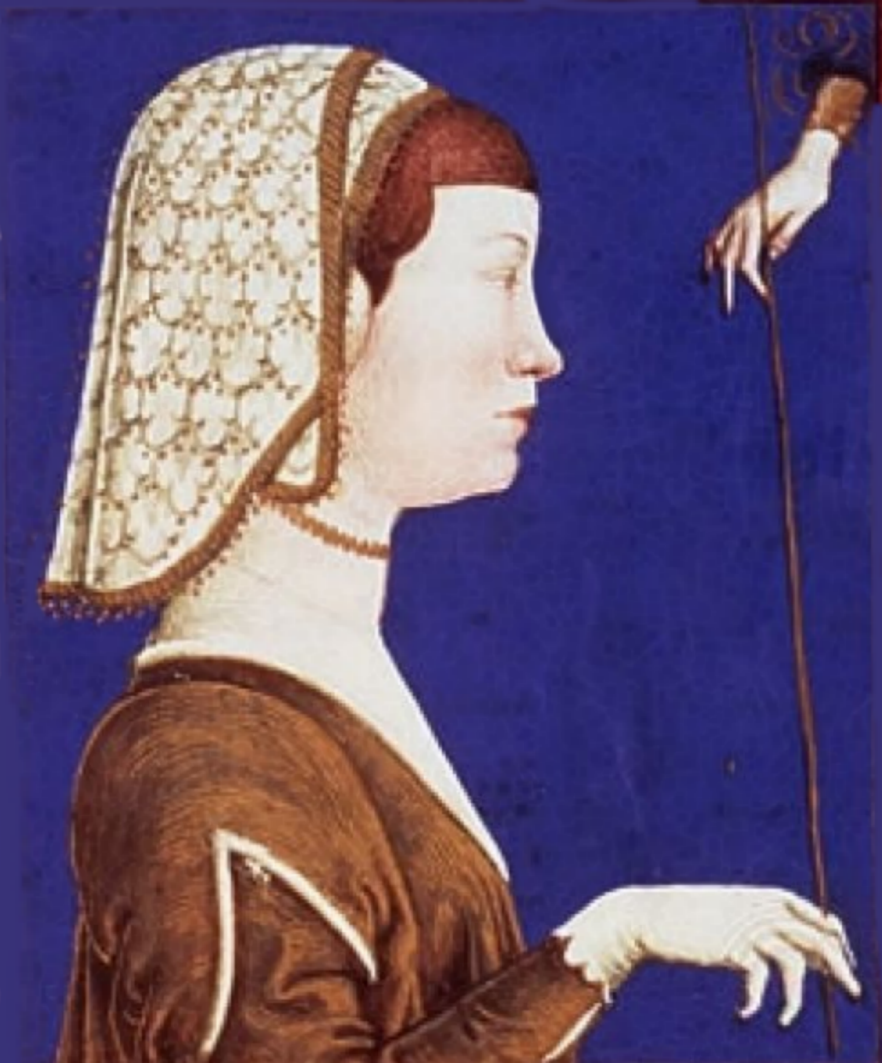
Leonor de Nápoles, mãe de Sigismundo